# Glaucopsyche leussleri
Glaucopsyche leussleri är en fjärilsart som beskrevs av Gunder 1927. Glaucopsyche leussleri ingår i släktet Glaucopsyche och familjen juvelvingar. Inga underarter finns listade i Catalogue of Life.